# 清明 (福井市)
清明（せいめい）は、福井県福井市の地域。みなみブロックに属する。福井鉄道福武線江端駅より、西南西におよそ500ｍの所に位置する。

## 人口
清明には2024年1月1日現在7624人が住んでおり、世帯数は3188世帯。そのうち男性が3761人、女性は3863人。